# Kim Campbell
Avril Phaedra Douglas Campbell (kendt som Kim Campbell) (født 10. marts 1947 i British Columbia), var den 19. premierminister i Canada fra den 25. juni til den 4. november 1993.
Hun var den første, og indtil nu, den eneste kvindelige premierminister i Canada, og den anden kvinde i historien, der sad med ved G8-topmøderne (den første var Margaret Thatcher).
- Wikimedia Commons har flere filer relateret til Kim Campbell